# Kieli-csatorna

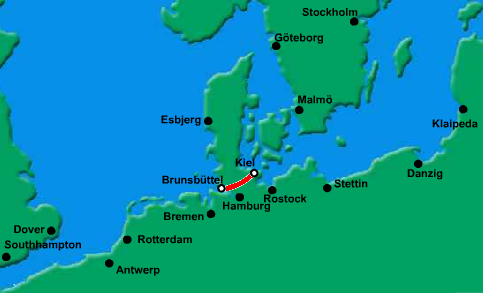
A Kieli-csatorna fekvése Észak-Németországban

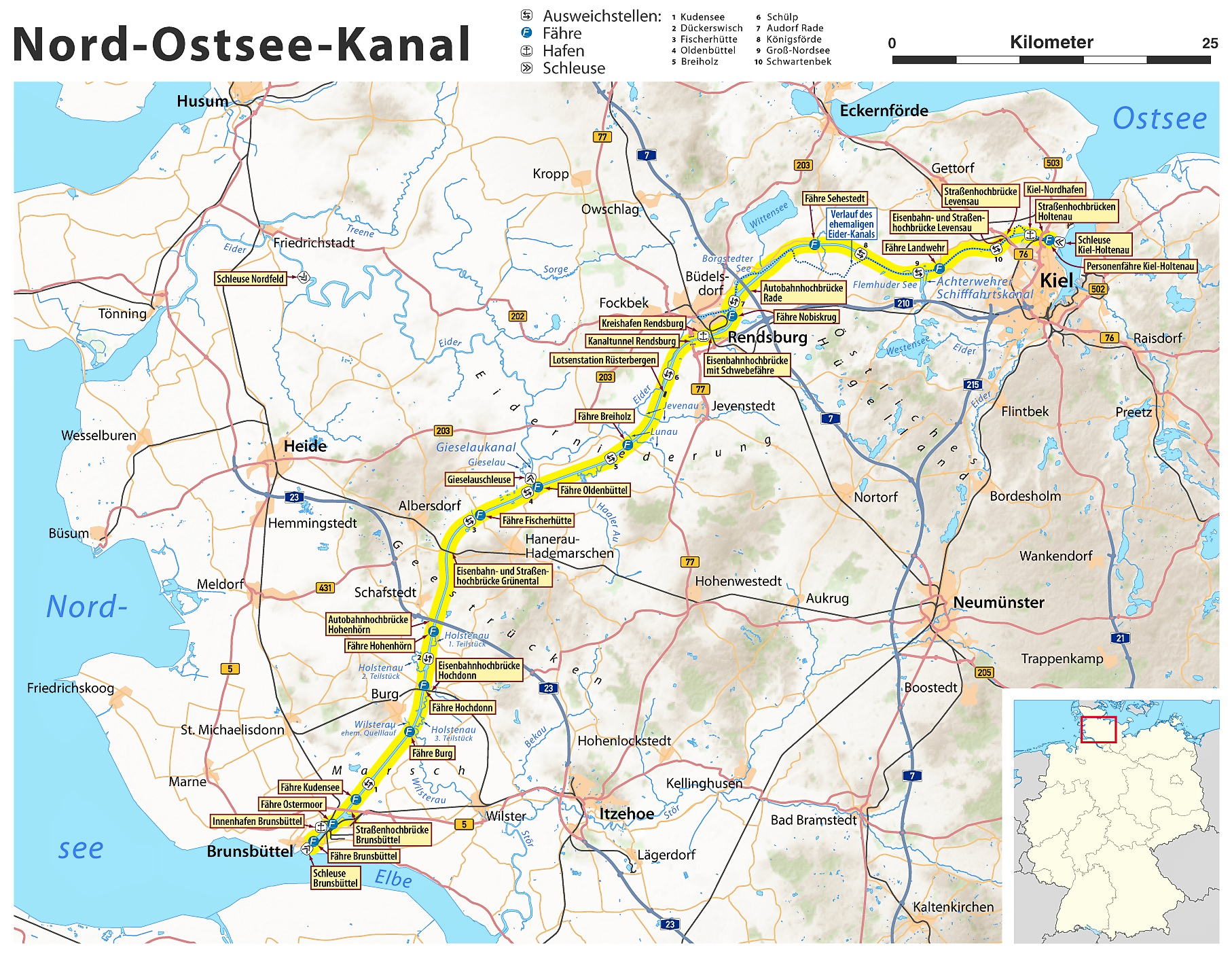
A Kieli-csatorna térképe

A Kieli-csatorna (németül Nord-Ostsee-Kanal, NOK) az Északi-tengert a Balti-tengerrel összekötő mesterséges tengeri hajózási csatorna Németország Schleswig-Holstein tartományában. A Kieli-öböltől 100 km hosszan húzódik és Brunsbüttel városka határában éri el az Elbát. A világ legforgalmasabb mesterséges tengeri hajózóútjának feladata, hogy kiváltsa a Dánia északi csücskét megkerülő hajózási útvonalat.

## Leírás

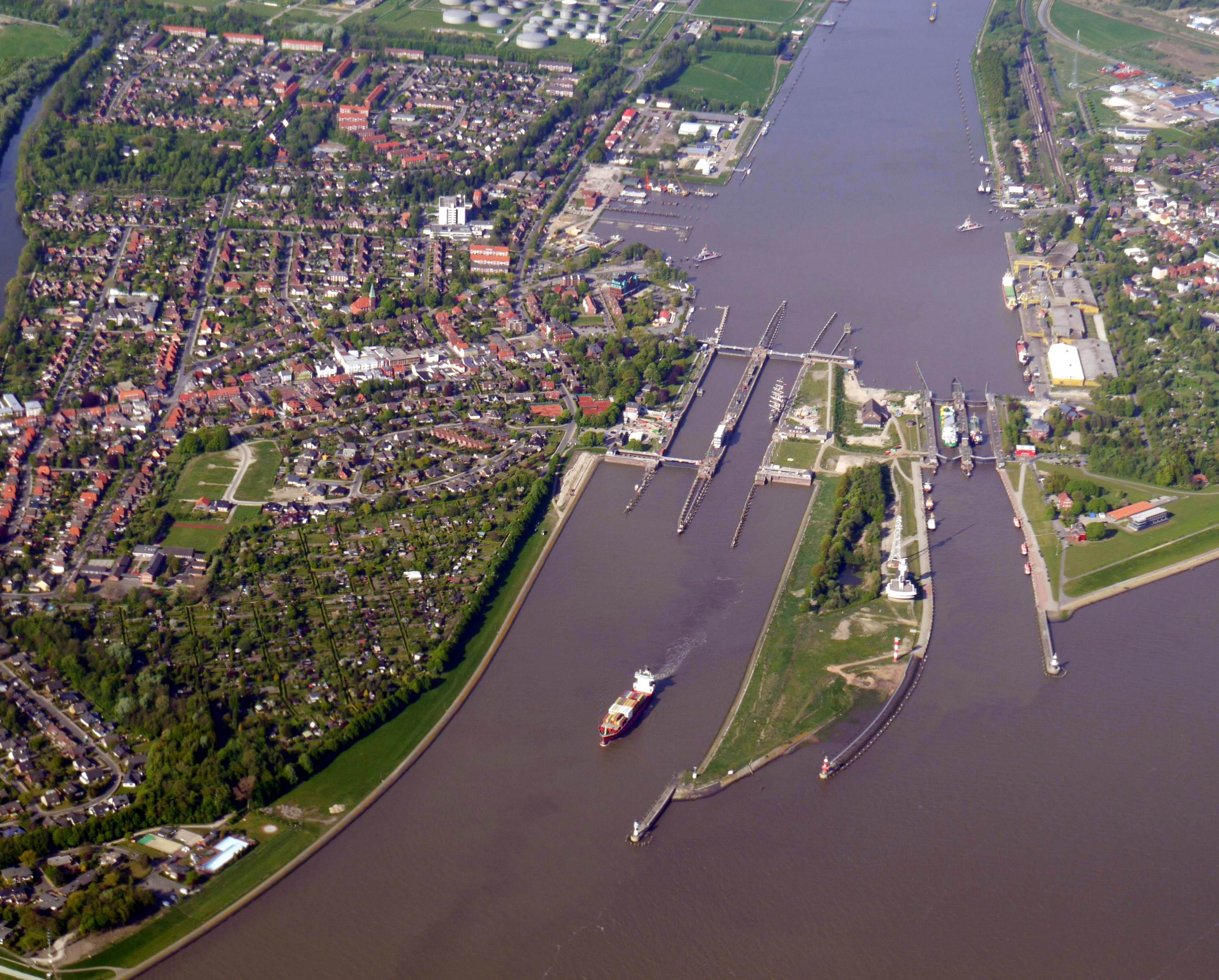
A csatorna nyugati végét lezáró zsilipek Brunsbüttel mellett

A Kieli-csatorna mindkét végét a változó vízállásokat kivédő zsiliprendszerekkel látták el. A csatorna két végpontja az Elba-parti Brunsbüttel és Kiel Holtenau nevű északi elővárosa. A két zsilipmű közötti távolság 98,637 km. A csatorna Schleswig-Holstein több tájegységét átszeli, többször is keresztezi a geestek magasabb terepszintjeit. A csatorna a rendsburgi kikötőig követi az Eider folyócska nyomát. Rendsburgtól északkeletre egy szakaszon az Eider régi medrét alakították át csatornává.
Nyolc országút és vasútvonal keresztezi a csatornát, ezek számára 10 magashidat építettek. E hidaknak a minimális magassága 40 méter a víztükör fölött, a tengeri hajók nagy mérete miatt. Rendsburgnál közúti alagutak és egy gyalogosalagút keresztezi a csatornát.

## A csatorna története

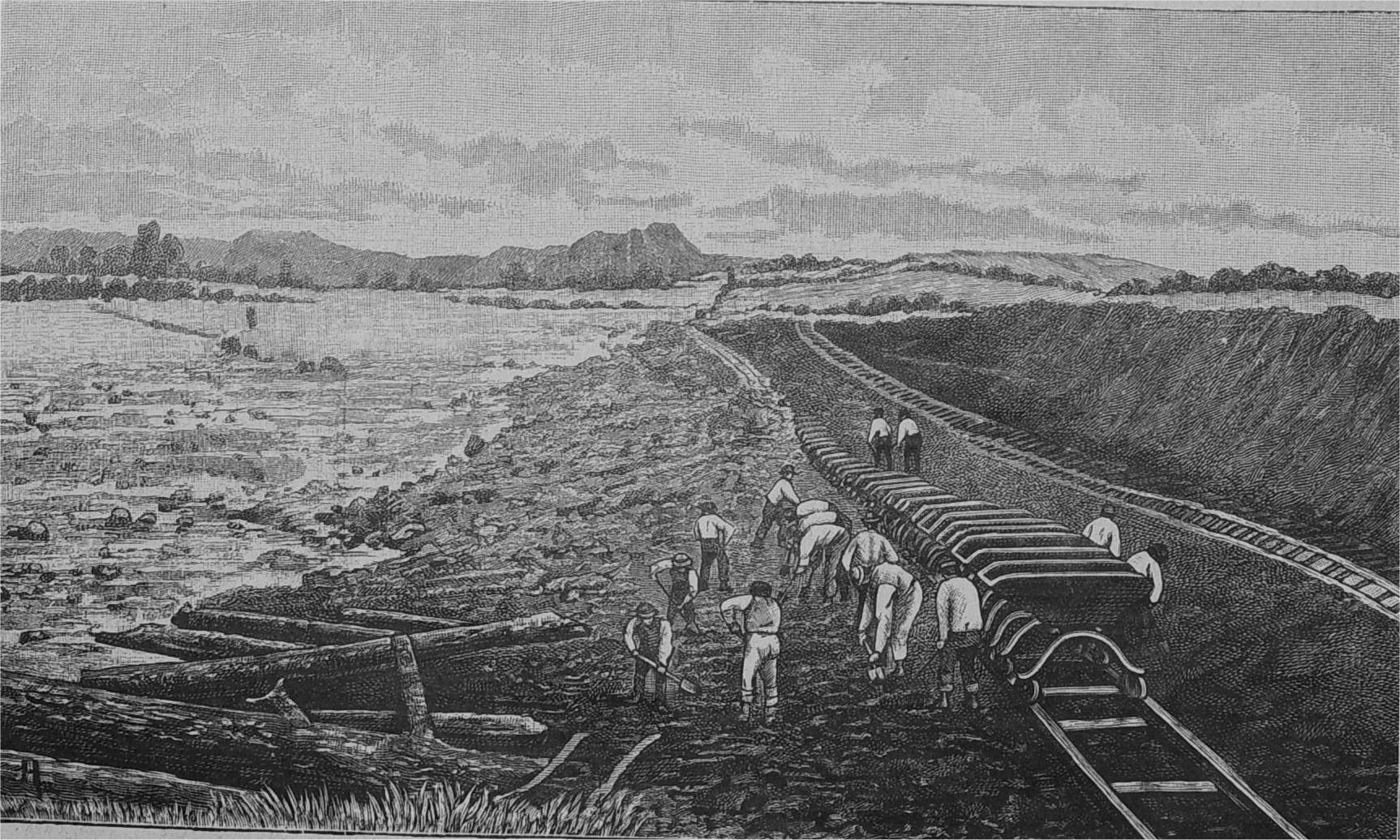
A csatorna építése 1889-ben

Már a 7. században egy fontos vízi útvonal vezetett át a félszigeten: Hedeby városnál csak 16 kilométer volt a távolság az Északi-tengerbe torkolló Trenne és a Balti-tengerbe ömlő Schlei között. A vikingek ki is használták ezt a lehetőséget, és könnyű hajóikat darabokra bontva szállították át a keskeny földhídon.
A 16. században Lübeck városa meg is építette az első Schleswig-Holsteint átszelő Alster-Beste hajózócsatornát, amelyet azonban 23 zsilipmű tagolt, és csekély vízmélysége miatt nem volt alkalmas tengeri hajó átkelésére.
A Kieli-csatorna közvetlen elődje az Eider-csatorna volt, amelyet Dánia épített Kiel és Rendsburg között, ahonnan az Eideren át a hajók eljuthattak az Elbára. A sok zsilipelés miatt az átkelés 3-4 napot vett igénybe.
1878-ban a Dahlström hamburgi hajózási vállalkozó és vízügyi-mérnök javaslatot tett a mai csatorna megépítésére. A csatornaépítők nagy profitra számítottak a német hadiflotta kiépítéséből, és annak kieli letelepedéséből.
1887. június 3-án személyesen I. Vilmos császár tette le a csatorna alapkövét. 1895. június 21-én II. Vilmos császár nyitotta meg az akkor még „Vilmos császár-csatornának” nevezett víziutat. Az építkezés 11 évig tartott, ez alatt 8900 munkás 80 millió köbméter földet mozgatott meg. A csatornaépítés 156 millió aranymárkát emésztett föl, jócskán túllépve ezzel az eredetileg megszabott költségvetési kereteket. A csatorna 67 méter széles és 9 méter mély volt. A csatorna két végét zsilipekkel zárták le, melyek egyenként 125×22 méteresek voltak.
A német flotta hajóinak méretnövekedése miatt a csatornát már 1907 és 1914 között ki kellett mélyíteni. A szélességet 110 méterre, a vízmélységet 11 méterre növelték. Szükség volt nagyobb végzsilipekre is, ezért a Brunsbüttelnél és a Kielnél is 310×42 méter méretű nagyzsilipeket építettek. Az építkezés 242 millió aranymárkás költsége nagyobb volt, mint az eredeti csatorna építési költsége.
1918: a háborús vereséget követően a csatornát nemzetközi ellenőrzés alá vonták.
1948: A csatorna átkeresztelése. Az új név Északi- és Balti-tenger-csatorna (Nord-Ostsee-Kanal) lett.
1965 óta a csatornát már másodszor építik át. A hajózóút szélességét 162 méterre növelték, hogy az áthaladási időt csökkentsék.
2004 A csatornát 41 000 hajó vette igénybe, melyek összesen 80 millió tonna árut szállítottak.

## Technikai adatok

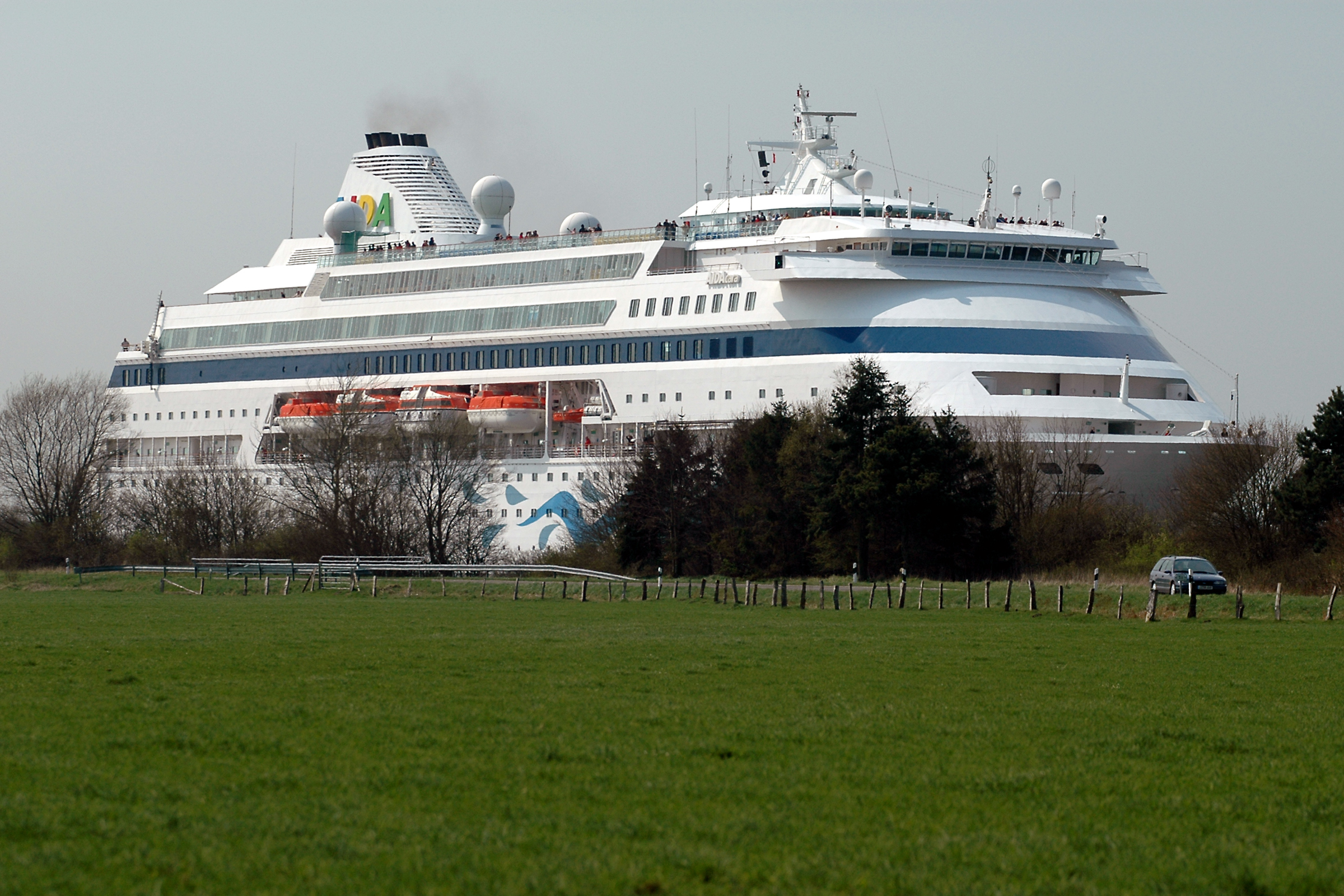
Óceánjáró a kertek alatt: az AIDACARA a Kieli-csatornán

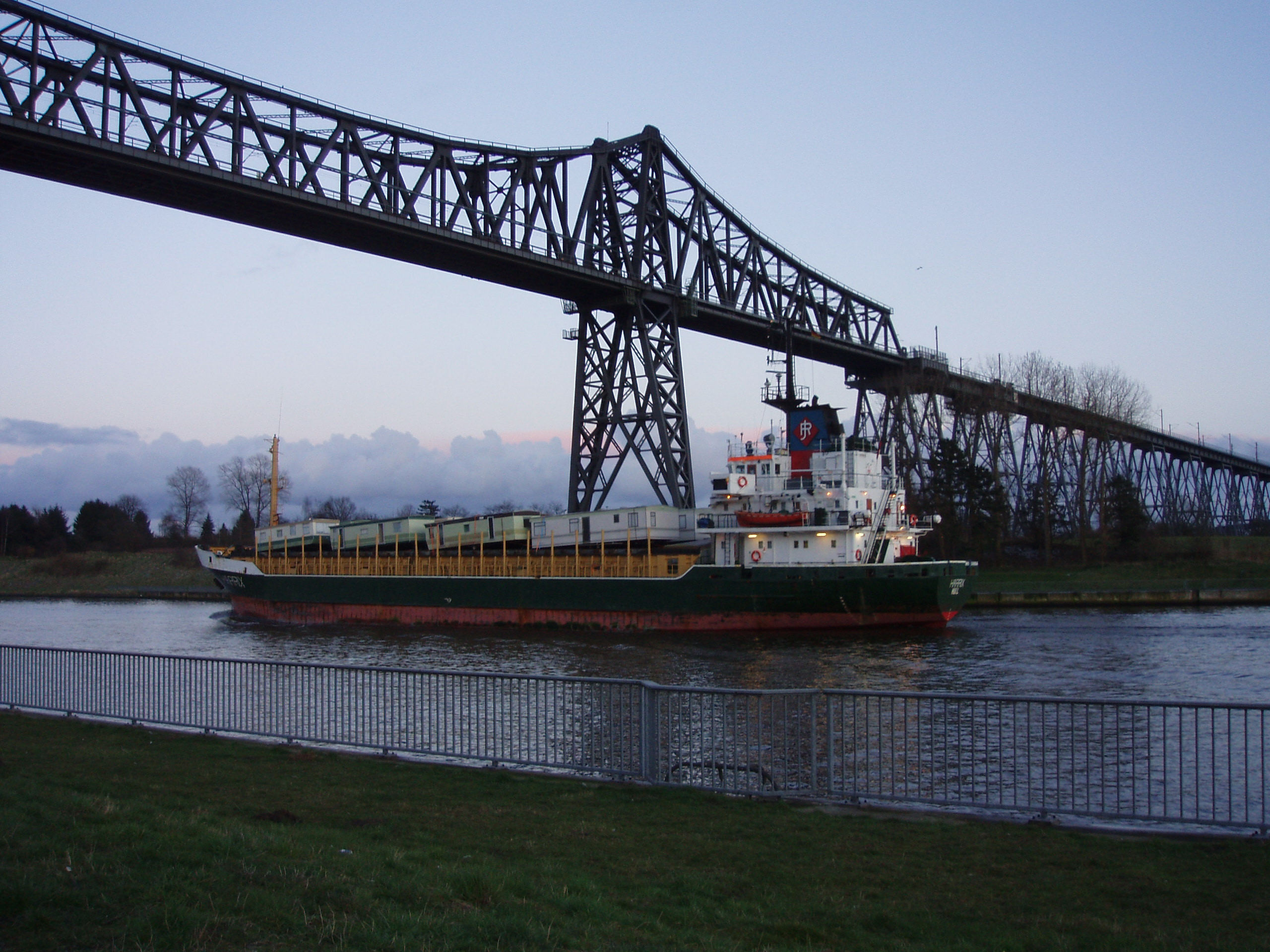
A Rendsburgi magashíd Rendsburgnál

| Hossz:                | 98,637 km         |
| A víztükör szélessége | 102,5 – 162 méter |
| A hajóút szélessége   | 44 – 90 m         |
| Mélység               | 11 m              |

|                    | Régi zsilipek                                  | Régi zsilipek |
| ------------------ | ---------------------------------------------- | ------------- |
| Kamra hossza       | 125 m                                          |               |
| Kamra szélessége   | 22 m                                           |               |
| Zsilipidő          | 30 perc                                        |               |
| Áthidalt különbség | Brunsbüttelnél 10,20 m Kiel-Holtenaunál 9,80 m |               |

|                    | Új zsilipek                                    | Új zsilipek |
| ------------------ | ---------------------------------------------- | ----------- |
| Kamra hossza       | 310 m                                          |             |
| Kamra szélessége   | 42 m                                           |             |
| Zsilipidő          | 45 perc                                        |             |
| Áthidalt különbség | Brunsbüttelnél 10,20 m Kiel-Holtenaunál 9,80 m |             |

| Hajó hossza | Hajó szélessége | Hajó víztükör feletti magassága | Merülés                             |
| ----------- | --------------- | ------------------------------- | ----------------------------------- |
| 235 méter   | 32,5 méter      | 40 méter                        | 9,50 m (ha a hossz 160 m alatt van) |